# Golubítxnoie
Golubítxnoie (en rus: Голубичное) és un poble del krai de Khabàrovsk, a Rússia, que el 2012 tenia 20 habitants.